# Michelbach an der Bilz
Michelbach an der Bilz là một thị xã ở huyện Schwäbisch Hall trong bang Baden-Württemberg thuộc nước Đức.